# Google Chrome
Google Chrome (транскр.  Гугл хром) је бесплатан веб-прегледач компаније Google заснован на софтверу отвореног кода Веб-кит.
Прво је објављен као бета издање за Microsoft Windows 2. септембра 2008. године, а као јавно стабилно издање 11. децембра 2008. године.
У августу 2015. године, Chrome је био први на свету по употреби са уделом од 52,82% светске употребе веб-прегледача.
Септембра 2008. године, Google је издао велики део кода овог програма, укључујући и В8 механизам за јаваскрипт, и назвао га Chromium. Овим кораком је омогућио другим програмерима да прегледају код и да заједно с програмерима компаније Google направе издања за оперативне системе Linux и MacOS. Chromium има исте карактеристике као и Chrome, с тим да му недостају делови који се тичу везани за Google, а то су аутоматско ажурирање и брендирање. Највећа разлика је и логотип, где Chrome користи боје компаније Google, док Chromium користи три нијансе плаве боје.

## Историја
Извршни директор компаније Google Ерик Шмидт се противио развоју независног веб прегледача пуних шест година. Изјавио је да је Google у то време био мала компанија, није желео да улази у ратове веб прегледача. Након што су кооснивачи Сергеј Брин и Лари Пејџ ангажовали неколико девелопера прегледача Mozilla Firefox и направили демонстрацију новог прегледача, Шмидт је признао да је била довољно добра демонстрација која га је натерала да промени мишљење.